# Доббін-Лінстов
Доббін-Лінстов (нім. Dobbin-Linstow) — громада в Німеччині, розташована в землі Мекленбург-Передня Померанія. Входить до складу району Росток. Складова частина об'єднання громад Краков-ам-Зе.
Площа — 65,41 км2. Населення становить 502 ос. (станом на 31 грудня 2020).